# Bataille de Nankin (1853)
Pour les articles homonymes, voir Bataille de Nankin.
 (mai 2021).
Si vous disposez d'ouvrages ou d'articles de référence ou si vous connaissez des sites web de qualité traitant du thème abordé ici, merci de compléter l'article en donnant les références utiles à sa vérifiabilité et en les liant à la section « Notes et références ».
Notes
Environ 70 000 civils et autres tués
Révolte des Taiping
La bataille de Nankin commença après la chute de Wuhan  prise par les forces Taiping le 8 mars 1853 et se termina le 19 mars 1853 lorsque le gouvernement de la dynastie Qing évacua la ville. Cette bataille fut l'une des plus grandes victoires des Taipings.
Elle eut lieu durant la révolte des Taiping.

## La bataille

### Déroulement
Les forces de Taiping ont capturé Wuchang en janvier 1853, mais au lieu de marcher vers le nord et d'attaquer directement Pékin, elles ont décidé de se diriger vers l'est et de prendre d'abord le contrôle de Nanjing avec une force de plus de 500 000 hommes.  Les ponts flottants initialement utilisés lors du siège de Wuchang ont été brûlés et détruits pour retarder les avancées des forces de Qing dirigées par Xiang Rong. Les forces de Taiping ont pris Jiujiang et Anqing dans la province d'Anhui pratiquement sans opposition.

Les Taiping atteignirent Nanjing le 6 mars, avec une force qui était passée à près de 750 000 hommes. Les Taiping ont assiégé la ville pendant treize jours, jusqu'à ce que trois galeries de mine aient été creusées sous les murs de la ville pour y placer des explosifs. Deux des charges ont explosé à l'heure, mais la troisième a explosé tardivement, tuant de nombreuses troupes de Taiping dans un tir ami. Le 20 mars, les forces de Taiping ont atteint la cité impériale, la maison de la garnison mandchoue défendue par plus de 30 000 familles de bannermen mandchous. Les forces Qing ont été incapables de contenir la vague humaine des Taiping et la ville intérieure est tombée rapidement, évacuée par les Qing.
Pendant la bataille, les forces de Taiping ont utilisé des espions déguisés en moines bouddhistes qui sont entrés avec succès dans la ville. Ils ont allumé des incendies où se trouvaient les points faibles de la ville, renseignant les Taiping sur les lieux où attaquer.

### Pertes
Les forces Qing perdent environ 30 000 hommes et les forces Taiping en perdent environ 10 000. Le chef Qing Lu Jianying meurt également dans la bataille.
Environ 70 000 mandchous, commerçants et civils sont massacrés durant la bataille.